# Hubert-Fillay
Hubert Fillay dit Hubert-Fillay, né le 10 septembre 1879 à Bracieux (Loir-et-Cher) et mort le 26 février 1945 à Blois, est un écrivain régionaliste français.

## Œuvres
- Pierre Dufay, gentilhomme de lettres blésois, 18 juillet 1864-28 novembre 1942 ; Hubert-Fillay; Blois, Éditions du "Jardin de la France" 1945. (OCLC 10060439)
- Balzac au Collège de Vendôme, 1807-1813. Souvenirs sur Maurice Rollinat. Clairvoyance de Pascal Forthuny. Hubert-Fillay; Blois, Éditions du "Jardin de la France" 1940. (OCLC 28453924)
- Trents ans de régionalisme ; Hubert-Fillay;  Jacques-Marie Rougé; Blois : Éditions du "Jardin de la France", 1935. (OCLC 12429081)
- Glossaire du pays de Sologne, ; Hubert-Fillay;  L Ruitton-Daget;  A Dubois; Blois, Éditions du Jardin de la France 1933. (OCLC 15740350)
- Dodophe sorcier de Veillennes : roman gai ; Hubert Fillay; Blois : Éd. du "Jardin de France", 1928. (OCLC 84558363)
- Les Contes de l'Oribus : nouvelles de Sologne ; Hubert Fillay; Blois : Éd. du "Jardin de la France", 1924. (OCLC 84768791)
- Sous la futaie. ; Augustin Thierry Hubert-Fillay; Blois, Jardin de la France 1926. (OCLC 7651683)
- "Mon Blois à moi ..." Victor Hugo : (Prix Balzac 1920) ; Hubert-Fillay ; Étienne Gaudet ; Louis Belton ; Pierre Dufay ; Blois : Éditions du "Jardin de la France," (OCLC 31460289)
- Contes de La Breumaille (nouvelles de Sologne). ; Hubert Fillay; Blois, Éditions de "Jardin de la France", 1909. (OCLC 37772667)
- La Fin d'Elzear Molibas, chercheur d'impossible ; Hubert Fillay; Paris : E. Sansot, 1905. (OCLC 82382231)
- L'Idée républicaine : les vacances de Mr Gagnebien, philosophe ; Hubert Fillay; Blois : Éd. de la "Vie blésoise", 1905. (OCLC 80440287)
- Berrichon perd sa place; comédie-bouffe en un acte. ; Hubert-Fillay; Paris, P.V. Stock, 1904.
- Bibliographie
- Daniel Schweitz, « Amitiés régionalistes entre Touraine et Blésois : Jacques Rougé et Hubert Fillay : I - La naissance d’une amitié (1906-1910) ; les belles années de l’avant-guerre (1910-1914) », Bulletin de la Société archéologique de Touraine, LXVII, 2021, p. 299-308 ;  II - Nostalgie et réalisations de l’entre-deux-guerres (1920-1940) », BSAT, LXVIII, 2022, p. 201-217 ;  III - Du temps des illusions à celui des souvenirs (1940-1956) », BSAT, LXVIII, 2022, p. 253-259 [https://www.societearcheotouraine.eu/7894/accueil/lectures-decouverte].